# Nephodia albida
Nephodia albida är en fjärilsart som beskrevs av Paul Dognin 1900. Nephodia albida ingår i släktet Nephodia och familjen mätare. Inga underarter finns listade i Catalogue of Life.